# Kryzz
Kryzz var ett svenskt nöjesprogram på SVT som hade premiär den 10 januari 1987 och sändes fram till 26 augusti 1995. Programledare var Arne Hegerfors som hade en bisittare till sin hjälp. Vanligast förekommande bisittare var Björn Skifs och Sven Melander. Andra bisittare var Robert Gustafsson och Totte Wallin. 
Programmet var en sorts korsordsprogram snarlikt Melodikrysset, där musikvideor och filmklipp skulle ge tv-tittarna ledtrådar. Programmet avslutades med frasen: Kryzza lugnt! Namnet på programmet kom, enligt utsago, från Putte Kock; han skulle ha använt ordet i fotbollstipssammanhang, beskrivet som 'Och vi garderar med kryzz i matchen mellan Norwizz och Ipswizz'.
Signaturmelodin till programmet var, förutom den sista säsongen, "Equinoxe V" av Jean-Michel Jarre. Den byttes sedan ut mot "Tema från Stulna kyssar" med Anne-Lie Rydé.